# Anselmo Durigon
Anselmo Durigon (Rigolato, 13 ottobre 1912 – Nowo Postojalowka, 20 gennaio 1943) è stato un militare italiano insignito della medaglia d'oro al valor militare alla memoria nel corso della seconda guerra mondiale.

## Biografia
Nacque a Rigolato, provincia di Udine, il 13 ottobre 1912, figlio di Giacomo e Anna Maria Durigon. Conseguita la licenza di avviamento professionale, nel 1933 fu chiamato a prestare servizio militare di leva nel Regio Esercito ed arruolato nel battaglione alpini "Tolmezzo" dell'8º Reggimento alpini e nel dicembre 1934 venne promosso sergente. Trattenuto in servizio attivo a domanda fu promosso sergente maggiore, ed inviato a frequentare un corso di capoposto a terra e capo radiotelegrafista. Specializzatosi nei collegamenti e nelle trasmissioni radio entrò in servizio nella compagnia comando reggimentale. Partito con il suo reparto nell'aprile del 1939 per l'Albania venne mobilitato il 10 giugno 1940, e dal 28 ottobre dello stesso anno combatté sul fronte greco-albanese. Rimasto ferito rientrò in Italia nel marzo 1942 e dopo un breve periodo di riposo, nell'agosto successivo, partiva per il fronte russo al seguito del suo reggimento inquadrato nell'ARMIR. Il 20 gennaio 1943, nel corso della seconda battaglia difensiva del Don lasciò il suo incarico di radiotelegrafista per andare a combattere in prima linea. Rimase ucciso in combattimento il 20 dello stesso mese a Nowo Postojalowka, nell'atto di lanciare bombe a mano contro il nemico. Fu successivamente decorato con la medaglia d'oro al valor militare alla memoria.
Altre decorazioni: maresciallo per meriti di guerra. (Albania, 1942).